# Casa Comolli-Rustici

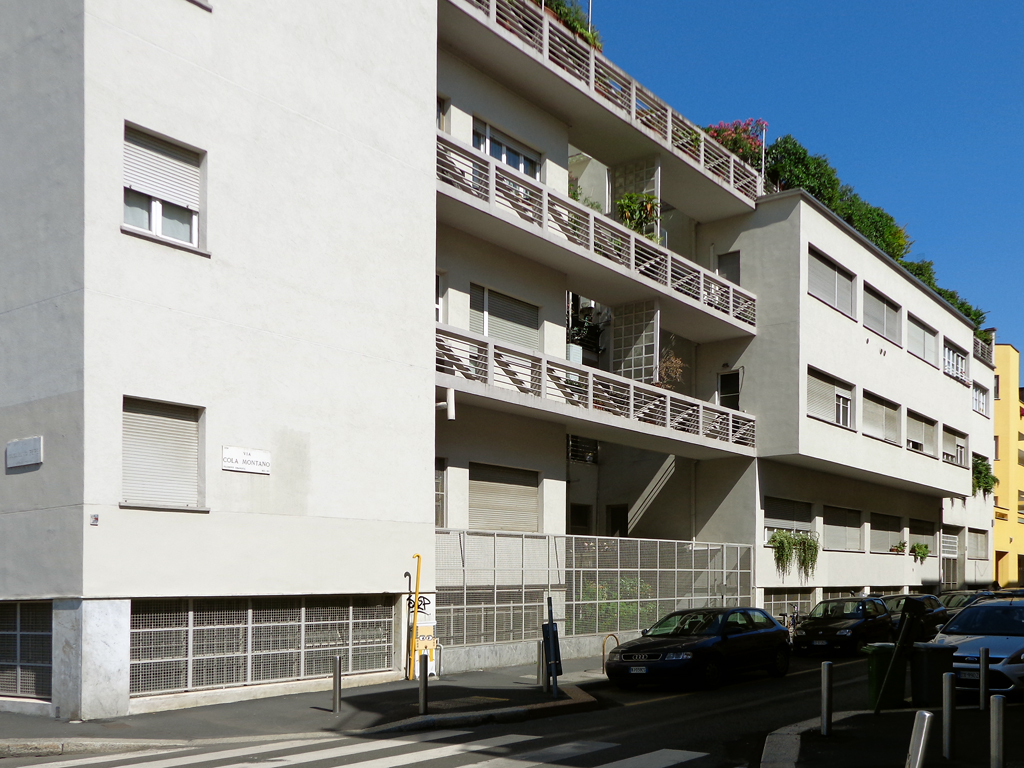
Vista laterale, con le passerelle sospese

Casa Comolli-Rustici è un edificio residenziale di Milano, posto nel quartiere dell'Isola. Fu progettato dagli architetti Lingeri e Terragni in stile razionalista. È situato in via Guglielmo Pepe 32 all'angolo con via Cola Montano 1.

## Storia
Nella prima metà degli anni trenta la famiglia Rustici, proprietaria di un lotto di terreno nel quartiere popolare dell'Isola, commissionò agli architetti Lingeri e Terragni la costruzione di una casa da adibirsi ad appartamenti d'affitto; i due architetti avevano già progettato per gli stessi Rustici la lussuosa residenza di famiglia in corso Sempione, che aveva riscosso notevoli apprezzamenti.
La nuova casa all'Isola, destinata al ceto medio-basso, fu costruita dal 1934 al 1938; essa, non pubblicata sulle riviste dell'epoca, non raggiunse la fama delle altre opere di Lingeri e Terragni.

## Caratteristiche
La casa occupa un lotto d'angolo fra le vie Guglielmo Pepe e Cola Montano; entrambe le strade hanno sezione ridotta, ma la prima costeggia un'ampia area libera da costruzioni, occupata da impianti ferroviari.
La differenza di spazio sui due lati permise di raggiungere due diverse altezze, di sette piani lungo via Pepe e di quattro lungo via Cola Montano. Questo dualismo si riflette nell'immagine generale dell'edificio, che appare composto da due corpi di fabbrica, uno alto e sottile e uno basso, collegati da balconi sospesi che ricordano la casa Rustici in corso Sempione.
Quest'immagine è però illusoria: nella realtà l'edificio è composto da un unico corpo di fabbrica, con una pianta molto articolata che attraverso le zone d'ombra create dagli arretramenti delle masse dà l'impressione di corpi semplici fra loro separati.
Nel suo carattere ambiguo, l'edificio sembra rappresentare il destino dell'architettura razionalista nella seconda metà degli anni trenta: ormai isolata dal dibattito ufficiale sulla costruzione della città, viene relegata alla risoluzione di problemi formali, sempre più sganciati dalle necessità funzionali.